# Chamaesium novem-jugum
Chamaesium novem-jugum là một loài thực vật có hoa trong họ Hoa tán. Loài này được (C.B.Clarke) C.Norman mô tả khoa học đầu tiên năm 1938.